# Katedrála svatého Vavřince (Janov)
Katedrála svatého Vavřince v Janově (italsky Duomo di Genova nebo Cattedrale di San Lorenzo) je římskokatolická katedrála v severoitalském přístavním městě Janov. Je zasvěcena sv. Vavřinci a je hlavním chrámem Janovské arcidiecéze. Byla vysvěcena papežem Gelasiem II. v roce 1118. V současné podobě je směsí stavebních stylů: základ stavby je románský, hlavní fasáda gotická z raného 13. století, sloupoví a lodžie rovněž gotické z počátku 14. století. Zvonice a kopule pocházejí z 16. století.
Na portálech jsou reliéfy Krista Spasitele se sv. Vavřincem na roštu (románský z 12. století) a Posledního soudu z konce 13. století. Na hlavním oltáři je socha Panny Marie Královny – patronky Janova. V levé lodi významná renesanční kaple sv. Jana Křtitele (S. Giovanni Battista) se sochařskou výzdobou z let 1450–1565. V pravé lodi je u vchodu vystaven nevybuchlý britský dělostřelecký granát ráže 381 mm, který 9. února 1941 vystřelila bitevní loď HMS Malaya během operace Grog, a který uvízl ve zdi a chrám nepoškodil.